# ADPCM
De l'anglès "Adaptive Differential Pulse Code Modulation" (G.722)
ADPCM és un codificador de forma d'ona basat en DPCM tot afegint-hi algunes funcionalitats. Abans de la digitalització s'agafa el senyal analògic i es divideix en bandes de freqüència gràcies als filtres QMF ("Quadrature Mirror Filter") (s'obtenen sub-bandes de senyal). Cada sub-banda es tracta per separat utilitzant les propietats de DPCM, és a dir, es du a terme el procés de mostratge, quantificació de l'error de predicció i finalment es codifica. Un cop s'obté la ràfega de bits ("bitstream") de cada sub-banda, es multiplexen els resultats i es pot procedir a emmagatzemar les dades o bé transmetre-les. El descodificador ha de realitzar el procés invers, és a dir, desmultiplexar i descodificar cada sub-banda del "bitstream".
Pel que fa als àmbits d'ús d'aquest codificador, pot ser convenient per a certes aplicacions, com ara en la codificació de veu, on el que fa és codificar la sub-banda que inclou la veu amb més bits que no pas les altres sub-bandes que no són de tant interès. És una manera de reduir la mida del fitxer resultant.